# IC 3223
IC 3223 је ознака објекта на координатама са ректансцензијом 12h 22m 30,6s и деклинацијом + 9° 29" 14'. Открио га је Арнолд Швасман, 13. фебруара 1900. Каснијим посматрањима на том положају није уочен никакав астрономски објекат.